# Śrīmālā Sūtra
Śrīmālā Sūtra (pełna nazwa: skt. "Śrīmālādevī Simha Nāda Sūtra", pol. "Ryk Lwa Królowej Srimala") – jedna z pierwszych sutr buddyzmu mahāyāny i vajrayāny nauczającej o naturze buddy (skt. Tathagatagarbha), poprzez słowa hinduskiej królowej Śrīmāli. Została przetłumaczona na chiński w 436 r. n.e. przez mistrza Gunabhadrę (394-468). Na angielski przetłumaczyli ją Alex i Hideko Wayman.